# Pisinhelli
Pisinhelli är klippor i Finland.   De ligger i landskapet Kymmenedalen, i den södra delen av landet, 150 km öster om huvudstaden Helsingfors.
Terrängen runt Pisinhelli är mycket platt.  Närmaste större samhälle är Virojoki, 16,5 km norr om Pisinhelli. 